# Lăpădat Cioflan
Lăpădat Cioflan (n. 1880, Ghighișeni, comitatul Bihor, Regatul Ungariei – d. 1935, Ghighișeni, Județul Bihor, Regatul României) a fost un economist,  delegat la Marea Adunare Națională de la Alba Iulia, organismul legislativ reprezentativ al „tuturor românilor din Transilvania, Banat și Țara Ungurească”, cel care a adoptat hotărârea privind Unirea Transilvaniei cu România, la 1 decembrie 1918.

## Biografie
Lăpădat Cioflan s-a născut în 1880 în satul Ghighișeni, comitatul Bihor, Regatul Ungariei. A avut patru clase primare și a decedat în anul 1935 în satul în care s-a născut.

## Activitate politică
A luat parte la Marea Adunare Națională de la Alba Iulia din 18 noiembrie/ 1 decembrie 1918, în calitate de reprezentant al cercului Beiuș-Vașcău, unde a votat Marea Unire.